# Tournoi d'ouverture du championnat d'Équateur de football 2005
Navigation
Saison précédente Tournoi suivant
Le tournoi d'ouverture de la saison 2005 du Championnat d'Équateur de football est le premier tournoi de la quarante-septième édition du championnat de première division en Équateur. 
Dix équipes prennent part à la Série A, la première division. Exceptionnellement, deux championnats vont être disputés durant l'année, chacun pendant un semestre, avec un titre décerné et un système de promotion-relégation pour chacun, à l'instar de ce qui se fait dans le championnat argentin.
Le tournoi Ouverture voit les dix équipes regroupées au sein d'une poule unique où les clubs se rencontrent deux fois. À l'issue de cette phase, les huit premiers disputent la phase finale, sous forme de coupe tandis que le dernier est directement relégué et remplacé par le champion de Série B, la deuxième division équatorienne. C'est le LDU Quito qui remporte ce tournoi en battant en finale le Barcelona Sporting Club. C'est le huitième titre de champion d'Équateur de l'histoire du club.

## Les clubs participants
| - Sociedad Deportiva Aucas - Barcelona Sporting Club - Sociedad Deportivo Quito - Club Sport Emelec - Club Deportivo El Nacional | - Centro Deportivo Olmedo - LDU Quito - Club Deportivo Cuenca - LDU Loja - Promu de Série B - Club Deportivo Quevedo - Promu de Série B |

## Compétition
Le barème de points utilisé pour déterminer les différents classements est le suivant :
- Victoire : 3 points
- Match nul : 1 point
- Défaite : 0 point

### Première phase
| Rang | Équipe                     | Pts | J  | G  | N | P  | Bp | Bc | Diff |
| ---- | -------------------------- | --- | -- | -- | - | -- | -- | -- | ---- |
| 1    | LDU Quito                  | 41  | 18 | 13 | 2 | 3  | 48 | 22 | +26  |
| 2    | Club Deportivo El Nacional | 33  | 18 | 9  | 6 | 3  | 41 | 27 | +14  |
| 3    | Barcelona Sporting Club    | 26  | 18 | 7  | 5 | 6  | 19 | 31 | -12  |
| 4    | Club Deportivo Cuenca T    | 25  | 18 | 7  | 4 | 7  | 26 | 28 | -2   |
| 5    | LDU Loja P                 | 25  | 18 | 7  | 4 | 7  | 35 | 38 | -3   |
| 6    | Sociedad Deportivo Quito   | 24  | 18 | 7  | 3 | 8  | 36 | 23 | +13  |
| 7    | Sociedad Deportiva Aucas   | 24  | 18 | 7  | 3 | 8  | 22 | 27 | -5   |
| 8    | Centro Deportivo Olmedo    | 23  | 18 | 6  | 5 | 7  | 22 | 25 | -3   |
| 9    | Club Sport Emelec          | 20  | 18 | 5  | 5 | 8  | 24 | 31 | -7   |
| 10   | Club Deportivo Quevedo P   | 9   | 18 | 2  | 3 | 13 | 22 | 43 | -21  |

|  | Qualification pour la phase finale et pour la Copa Sudamericana 2005 |
|  | Qualification pour la phase finale                                   |
|  | Relégation directe en Série B                                        |
|  | T : Tenant du titre P : Promu de Série B                             |

### Phase finale
- En cas d'égalité à l'issue des matchs retour, c'est l'équipe la mieux classée à l'issue de la phase régulière qui se qualifie pour le tour suivant.

|  | Quarts de finale           | Quarts de finale           | Quarts de finale           | Quarts de finale           |                         |                         | Demi-finales | Demi-finales | Demi-finales | Demi-finales |  |  | Finale | Finale | Finale | Finale |
|  |                            |                            |                            |                            |                         |                         |              |              |              |              |  |  |        |        |        |        |
|  |                            |                            |                            |                            |                         |                         |              |              |              |              |  |  |        |        |        |        |
|  |                            |                            |                            |                            |                         |                         |              |              |              |              |  |  |        |        |        |        |
|  | Sociedad Deportivo Quito   | Sociedad Deportivo Quito   | 2                          | 0                          |                         |                         |              |              |              |              |  |  |        |        |        |        |
|  | Sociedad Deportivo Quito   | Sociedad Deportivo Quito   | 2                          | 0                          |                         |                         |              |              |              |              |  |  |        |        |        |        |
|  | Barcelona Sporting Club    | Barcelona Sporting Club    | 0                          | 2                          |                         |                         |              |              |              |              |  |  |        |        |        |        |
|  | Barcelona Sporting Club    | Barcelona Sporting Club    | 0                          | 2                          | Barcelona Sporting Club | Barcelona Sporting Club | 1            | 2            |              |              |  |  |        |        |        |        |
|  |                            |                            |                            |                            | Barcelona Sporting Club | Barcelona Sporting Club | 1            | 2            |              |              |  |  |        |        |        |        |
|  |                            |                            | Club Deportivo El Nacional | Club Deportivo El Nacional | 1                       | 1                       |              |              |              |              |  |  |        |        |        |        |
|  | Sociedad Deportiva Aucas   | Sociedad Deportiva Aucas   | Club Deportivo El Nacional | Club Deportivo El Nacional | 1                       | 1                       | 0            | 0            |              |              |  |  |        |        |        |        |
|  | Sociedad Deportiva Aucas   | Sociedad Deportiva Aucas   |                            |                            |                         |                         |              | 0            |              |              |  |  |        |        |        |        |
|  | Club Deportivo El Nacional | Club Deportivo El Nacional | 0                          | 4                          |                         |                         |              |              |              |              |  |  |        |        |        |        |
|  | Club Deportivo El Nacional | Club Deportivo El Nacional | 0                          | 4                          | Barcelona Sporting Club | Barcelona Sporting Club | 1            | 0            |              |              |  |  |        |        |        |        |
|  |                            |                            |                            |                            | Barcelona Sporting Club | Barcelona Sporting Club | 1            | 0            |              |              |  |  |        |        |        |        |
|  |                            |                            | LDU Quito                  | LDU Quito                  | 0                       | 3                       |              |              |              |              |  |  |        |        |        |        |
|  | LDU Loja                   | LDU Loja                   | LDU Quito                  | LDU Quito                  | 0                       | 3                       | 1            | 3            |              |              |  |  |        |        |        |        |
|  | LDU Loja                   | LDU Loja                   |                            |                            |                         |                         |              |              |              |              |  |  |        |        |        |        |
|  | Club Deportivo Cuenca      | Club Deportivo Cuenca      | 1                          | 3                          |                         |                         |              |              |              |              |  |  |        |        |        |        |
|  | Club Deportivo Cuenca      | Club Deportivo Cuenca      | 1                          | 3                          | Club Deportivo Cuenca   | Club Deportivo Cuenca   | 2            | 1            |              |              |  |  |        |        |        |        |
|  |                            |                            |                            |                            | Club Deportivo Cuenca   | Club Deportivo Cuenca   | 2            | 1            |              |              |  |  |        |        |        |        |
|  |                            |                            | LDU Quito                  | LDU Quito                  | 1                       | 3                       |              |              |              |              |  |  |        |        |        |        |
|  | Centro Deportivo Olmedo    | Centro Deportivo Olmedo    | LDU Quito                  | LDU Quito                  | 1                       | 3                       | 1            | 1            |              |              |  |  |        |        |        |        |
|  | Centro Deportivo Olmedo    | Centro Deportivo Olmedo    |                            |                            |                         |                         |              | 1            |              |              |  |  |        |        |        |        |
|  | LDU Quito                  | LDU Quito                  | 1                          | 5                          |                         |                         |              |              |              |              |  |  |        |        |        |        |
|  | LDU Quito                  | LDU Quito                  | 1                          | 5                          |                         |                         |              |              |              |              |  |  |        |        |        |        |
|  |                            |                            |                            |                            |                         |                         |              |              |              |              |  |  |        |        |        |        |

- LDU Quito obtient sa qualification pour la Copa Libertadores 2006.

## Bilan de la saison
| Championnat d'Équateur de football 2005 |                            |
| Champion                                | LDU Quito (8e titre)       |
| Qualifications continentales            |                            |
| Copa Libertadores 2006                  | LDU Quito                  |
| Copa Sudamericana 2005                  | LDU Quito                  |
| Copa Sudamericana 2005                  | Club Deportivo El Nacional |
| Promotions et relégations               |                            |
| Promus en Série A                       | Club Deportivo Quevedo     |
| Relégués en Série B                     | Club Deportivo Espoli      |